# Johann Jakob Rebmann
Johann Jakob Rebmann (* 5. September 1846 in Diemtigen; † 14. August 1932 ebenda) war ein Schweizer Politiker (FDP), Landwirt und Viehzüchter. Von 1883 bis 1919 gehörte er dem Nationalrat an.

## Biografie
Der Sohn des Landwirts und Regierungsstatthalters Johann Rebmann besuchte die Sekundarschule in Wimmis und absolvierte ein Welschlandjahr bei einem Käsehändler in Château-d’Oex. Anschliessend war er auf dem elterlichen Hof als Landwirt und Viehzüchter tätig. 1874 wurde Rebmann in den Grossen Rat des Kantons Bern gewählt, dem er bis 1890 angehörte; als 28-Jähriger war er damals der Ratsjüngste. Als Nachfolger seines Vaters amtierte er von 1879 bis 1884 als Regierungsstatthalter des Amtsbezirks Niedersimmental. Nach dem ersten erfolglosen Versuch bei den Nationalratswahlen 1878 kandidierte Rebmann bei einer Nachwahl im März 1883 und wurde im Wahlkreis Oberland gewählt. Zwölfmal in Folge gelang ihm die Wiederwahl, dem Nationalrat gehörte er bis 1919 an.
Rebmann gilt als Pionier der modernen Rinderzucht im Simmental und führte für das Simmentaler Fleckvieh das Zuchtbuch ein. Ebenso förderte er die Entwicklung des Spitals in Erlenbach; mit kurzen Unterbrechungen war er von 1879 bis 1931 als Mitglied verschiedener Kommissionen stets für das Spital tätig. Um die wirtschaftliche Entwicklung des Simmentals zu fördern, setzte er sich zunächst für eine Schmalspurbahn ein, änderte dann jedoch seine Meinung, weil eine Schmalspurbahn nicht geeignet zum Viehtransport war und er in der Rinderzucht einen wichtigeren Erwerbszweig sah als im Tourismus. Er unterstützte die 1897 eröffnete, normalspurige Spiez-Erlenbach-Bahn mit beträchtlichen finanziellen Mitteln. Er war Verwaltungsratspräsident dieser Gesellschaft, ebenso Verwaltungsrat der Bern-Lötschberg-Simplon-Bahn. Rebmann betrieb das erste Kraftwerk in Erlenbach und war 1899 Mitbegründer eines Kurhotels auf der Grimmialp zuhinterst im Diemtigtal. Zur besseren Erschliessung des Kurhotels, dessen alleiniger Besitzer er ab 1911 war, kaufte er 1920 zwei Autos und betrieb damit eine Buslinie durch das Diemtigtal (1927 durch Postautos abgelöst).